# Amaioua
Pour les articles homonymes, voir Amaioua.
Genre
Synonymes
Selon Tropicos (8 juin 2024)
- Hexactina Willd. ex Schult. & Schult. f.

Selon GBIF (8 juin 2024)
- Ehrenbergia Spreng.
- Hexactina Willd. ex Schltdl.
- Hexactina Willd. ex Schult. & Schult.f.

Amaioua est un genre de plantes à fleurs néotropicale, appartenant à la famille des Rubiaceae, comptant 20 à 43 espèces, et dont l'espèce type est Amaioua guianensis Aubl.. 

## Description
Amaioua regroupe des arbres ou arbustes, non armés, terrestres, dioïques.
La ramification est souvent particulière, produisant d'abord un entrenœud allongé suivi de plusieurs pousses courtes.
Les feuilles sont opposées ou ternaires, généralement groupées à l'extrémité des tiges, pétiolées, à nervation non linéolée.
Les stipules sont calyptrées (c'est-à-dire fusionnées en un chapeau conique), densément séricigènes, caduques, souvent fendues d'un côté et apparaissant spathacées peu avant de tomber.
L'inflorescence est terminale, à peu ou beaucoup de fleurs, bracteate, sessile à pédonculée, la staminée fasciculée à cymeuse, la pistillée capitée ou similaire à la staminée.
Les fleurs sont de taille moyenne, unisexuées, sessiles à pédicellées.
Les fleurs staminées ont le limbe du calice subtronculeux à denté, lobes 5 ou 6, sans calycophylle, avec la corolle en forme de plateau, blanche à crème ou verdâtre, extérieurement séricigène, intérieurement glabre ou pubescente à la gorge, lobes 5 ou 6, convolutés en bouton.
Les 5 ou 6 étamines sont insérées au milieu du tube de la corolle, avec des anthères subsessiles, étroitement oblongues, dorsifixées, incluses, et un pistillode présent, semblable au style et au stigmate.
Les fleurs pistillées ont leur hypanthium turbiné, avec le calice et corolle semblables aux staminés ou parfois plus petits, les staminodes présents, semblables aux anthères, et l'ovaire à 2 loges, avec des ovules nombreux dans chaque loge, sur des placentas axiles.
Le fruit est bacciforme, subglobuleux, charnu, devenant rouge-violet puis noir, devenant parfois 1-loculaire.
Les graines comprimées, suborbiculaires, lisses, de taille moyenne à petite, noyées dans la pulpe.

## Répartition
Amaioua est un genre néotropical représenté du Mexique au Brésil, en passant par l'Amérique Centrale, les Antilles, la Colombie, le Venezuela, le Guyana, le Suriname, la Guyane, l'Équateur, le Pérou, et la Bolivie.

## Liste des espèces et variétés
Selon GBIF (31 mai 2024) :
- Amaioua baccifera Mart.
- Amaioua brevidentata Steyerm.
- Amaioua contracta Standl.
- Amaioua glomerulata (Lam. ex Poir.) Delprete
- Amaioua guianensis Aubl.
- Amaioua intermedia Mart. ex Schult. &
- Amaioua intermedia Mart., 1829
- Amaioua jaquinioides M.Gómez, 1894
- Amaioua longipedicellata Delprete & J.G.Jardim
- Amaioua macrosepala C.H.Perss. & E.Méndez-Varg.
- Amaioua magnicarpa Dwyer
- Amaioua monteiroae Standl.
- Amaioua monteiroi Standl.
- Amaioua oocarpa Spruce ex Benth. &
- Amaioua pallens Spruce ex Benth. &
- Amaioua pallens Spruce
- Amaioua pedicellata Dwyer
- Amaioua petiolaris Spruce ex Benth. &
- Amaioua pilosa K.Schum.
- Amaioua saccifera Mart., 1829
- Hexactina corymbosa Willd., 1829

Selon Tropicos (31 mai 2024) (Attention liste brute contenant possiblement des synonymes) :
- Amaioua affinis Miq. 1844 [1845]
- Amaioua africana Spreng.
- Amaioua baccifera Mart.
- Amaioua brasiliana A. Rich. ex DC. 1830
- Amaioua brasiliensis Rich. ex DC. 1830
- Amaioua brevidentata Steyerm. 1965
- Amaioua contracta Standl. 1937
- Amaioua corymbosa Kunth 1818 [1820]
- Amaioua edulis (Rich.) Baill. 1880
- Amaioua eriopila (L. f.) Baill. 1880
- Amaioua fagifolia Desf. 1820
- Amaioua fusifera Spruce ex Benth. & Hook. f. 1873
- Amaioua fusifera Spruce 1889
- Amaioua genipoides Spruce 1889
- Amaioua genipoides Spruce ex Benth. & Hook. f. 1873
- Amaioua glomerulata (Lam. ex Poir.) Delprete & C.H. Perss. 2012
- Amaioua grandifolia Miq. 1844 [1845]
- Amaioua guianensis Aubl. 1775
- Amaioua guianensis Hemsl. 1881
- Amaioua hirsuta Poepp. 1845
- Amaioua intermedia Mart. 1829
- Amaioua jacquinoides (Griseb.) M. Gómez 1894
- Amaioua laureaster Mart. 1841
- Amaioua longifolia Poepp. 1845
- Amaioua longipedicellata Delprete & J.G. Jardim 2019
- Amaioua macrosepala C.H. Perss. & E. Méndez 2015
- Amaioua magnicarpa Dwyer 1980
- Amaioua monteiroi Standl. 1933
- Amaioua oocarpa Spruce
- Amaioua oocarpa (Standl.) Spruce ex Standl. 1931
- Amaioua pallens Spruce
- Amaioua pedicellata Dwyer 1980
- Amaioua peruviana Desf. 1820
- Amaioua petiolaris Spruce 1889
- Amaioua petiolaris Spruce ex Benth. & Hook. f. 1873
- Amaioua pilosa K. Schum. 1889
- Amaioua saccifera Mart. ex Roem. & Schult. 1829
- Amaioua surinamensis Steud. 1843
- Amaioua urophylla Standl. 1931
- Amaioua ursina Standl. 1930
- Amaioua utilis Baill. 1879
- Amaioua velutina Spruce 1889
- Amaioua velutina Spruce ex Benth. & Hook. f. 1873

## Histoire naturelle

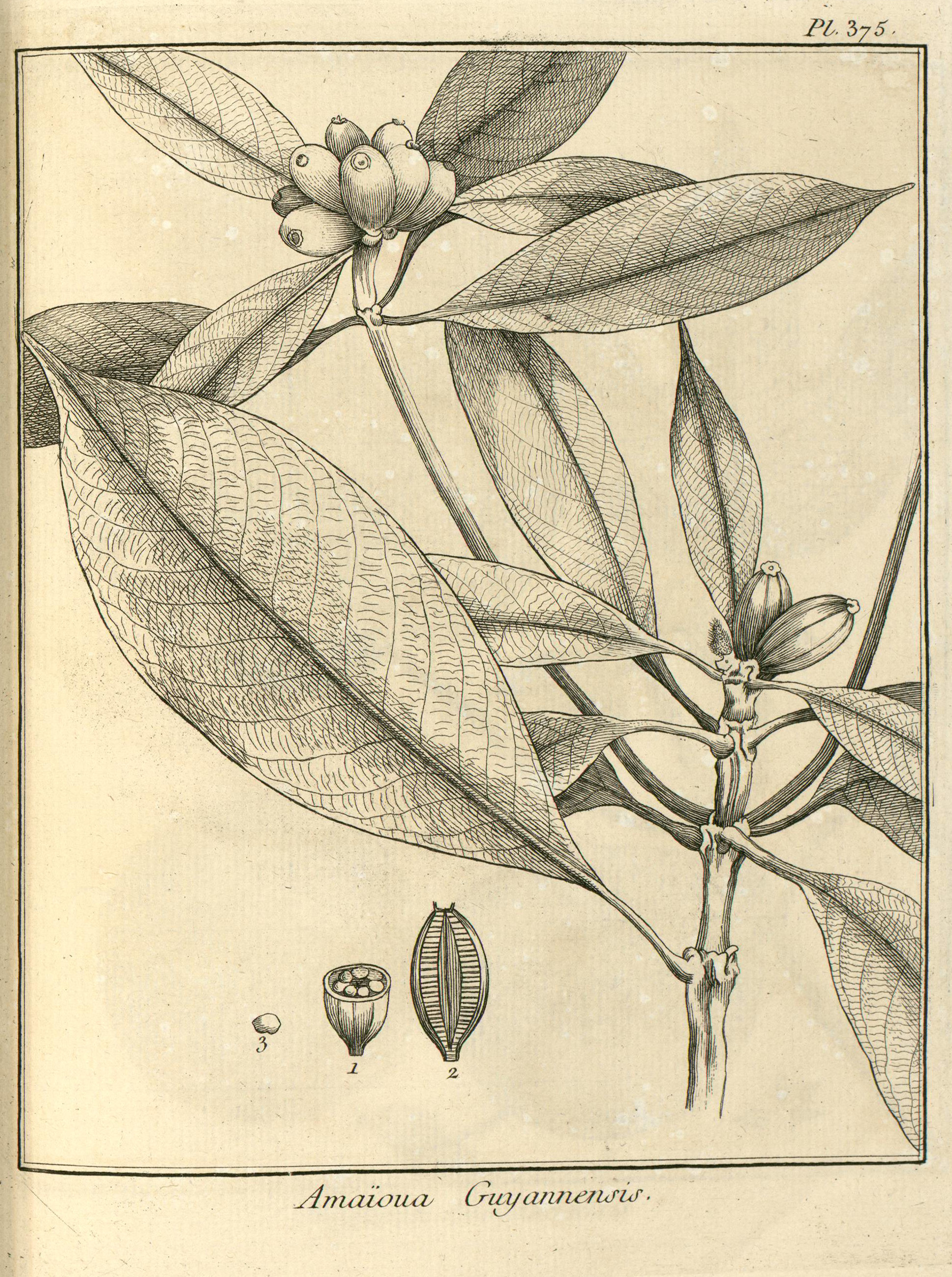
Amaioua guianensis Aublet, Planche 375 accompagnant la description du genre Amaioua par Aublet (1775) Explication de la Planche trois cent soixante-quinzième. - 1. Baie coupée en travers. - 2. Baie coupée verticalement. - 3. Graine.

En 1775, le botaniste Aublet propose la diagnose suivante : 

« AMAIOUA. (Tabula 375.) 
CAL. . . .
COR. . . .
STAM. . .
PIST. . .
PER. Bacca ovata, denticulis quatuor coronata, flava, glabra, carnoſa, unilocularis.
SEM. plurima, ſubrotunda, compreſſa, ſeptem ſeriebus ſibi incurnbentia, receptaculo columnali & cencrali affixa. »

— Fusée-Aublet, 1775.